# Gare de Rueil-Malmaison
La gare de Rueil-Malmaison est une gare ferroviaire française de la ligne de Paris-Saint-Lazare à Saint-Germain-en-Laye, située dans la commune de Rueil-Malmaison, dans le département des Hauts-de-Seine en région Île-de-France.
C'est une gare de la Régie autonome des transports parisiens (RATP) desservie par les trains de la ligne A du RER.

## La gare
La gare, située au point kilométrique (PK) 13,680 de la ligne de Paris-Saint-Lazare à Saint-Germain-en-Laye, est desservie par les trains de la ligne A du RER parcourant la branche A1 de Saint-Germain-en-Laye.
En 2021, selon les estimations de la RATP, 4 247 217 voyageurs sont entrés dans cette gare.

## Service voyageurs

### Accès
La gare dispose de cinq accès :
- l'accès no 1 « rue des Deux Gares » ;
- l'accès no 2 « avenue Pereire - Centre Commercial » ;
- l'accès no 3 « avenue de Colmar » ;
- l'accès no 4 « avenue Albert 1er » ;
- l'accès no 5 « avenue Victor Hugo ».

Accès à la gare
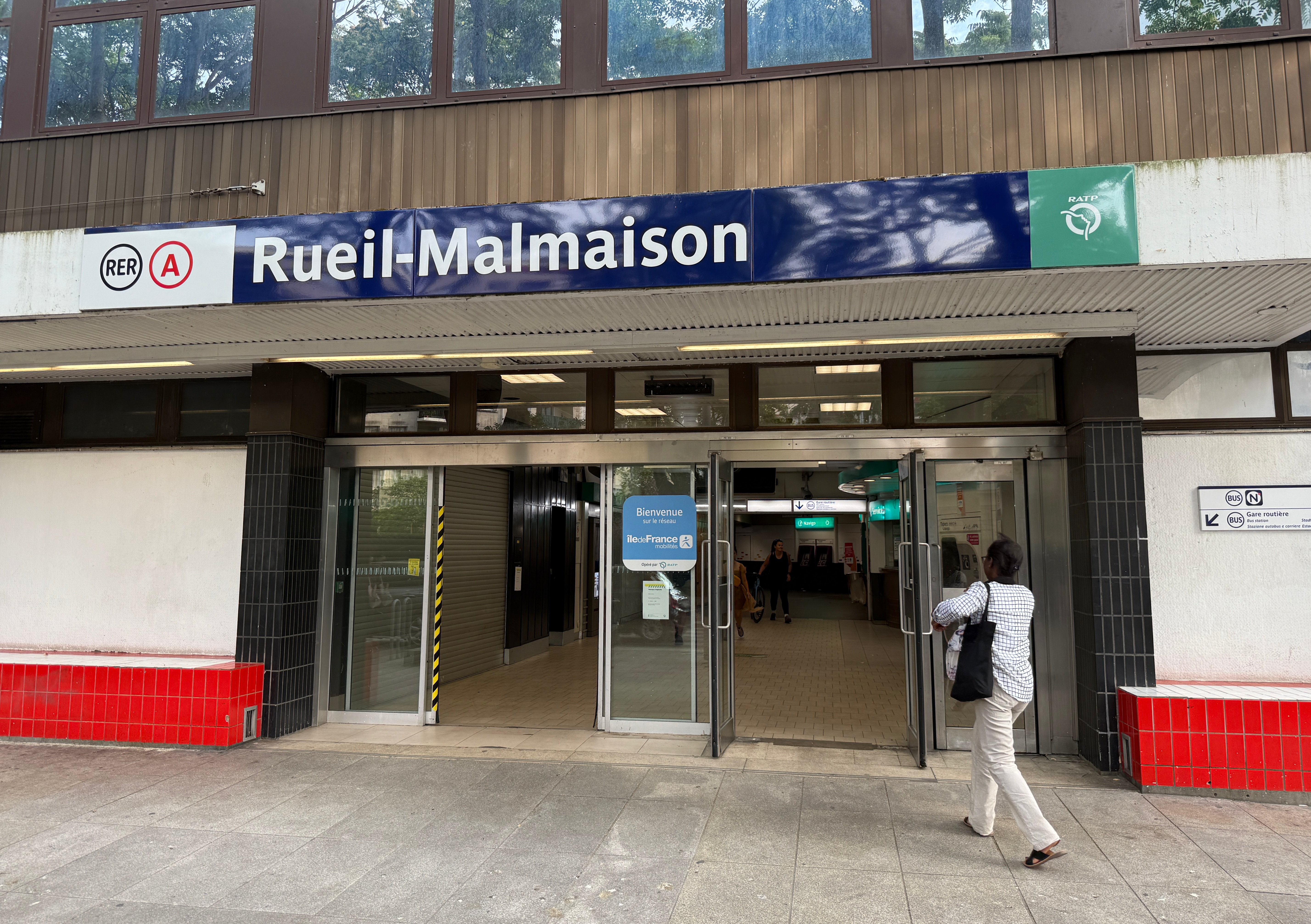
L'accès no 1 « rue des Deux Gares ».
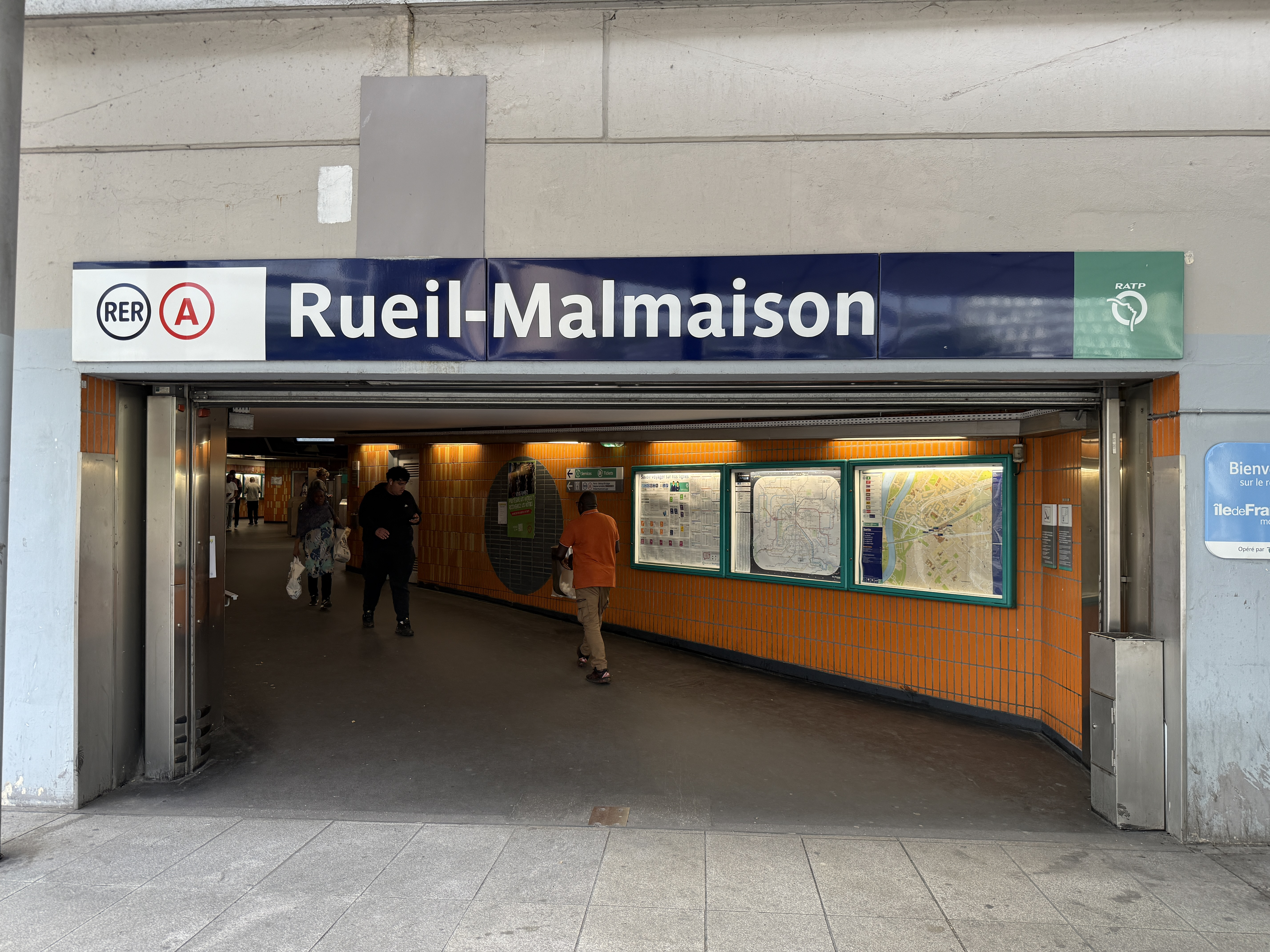
L'accès no 2 « avenue Pereire - Centre Commercial ».
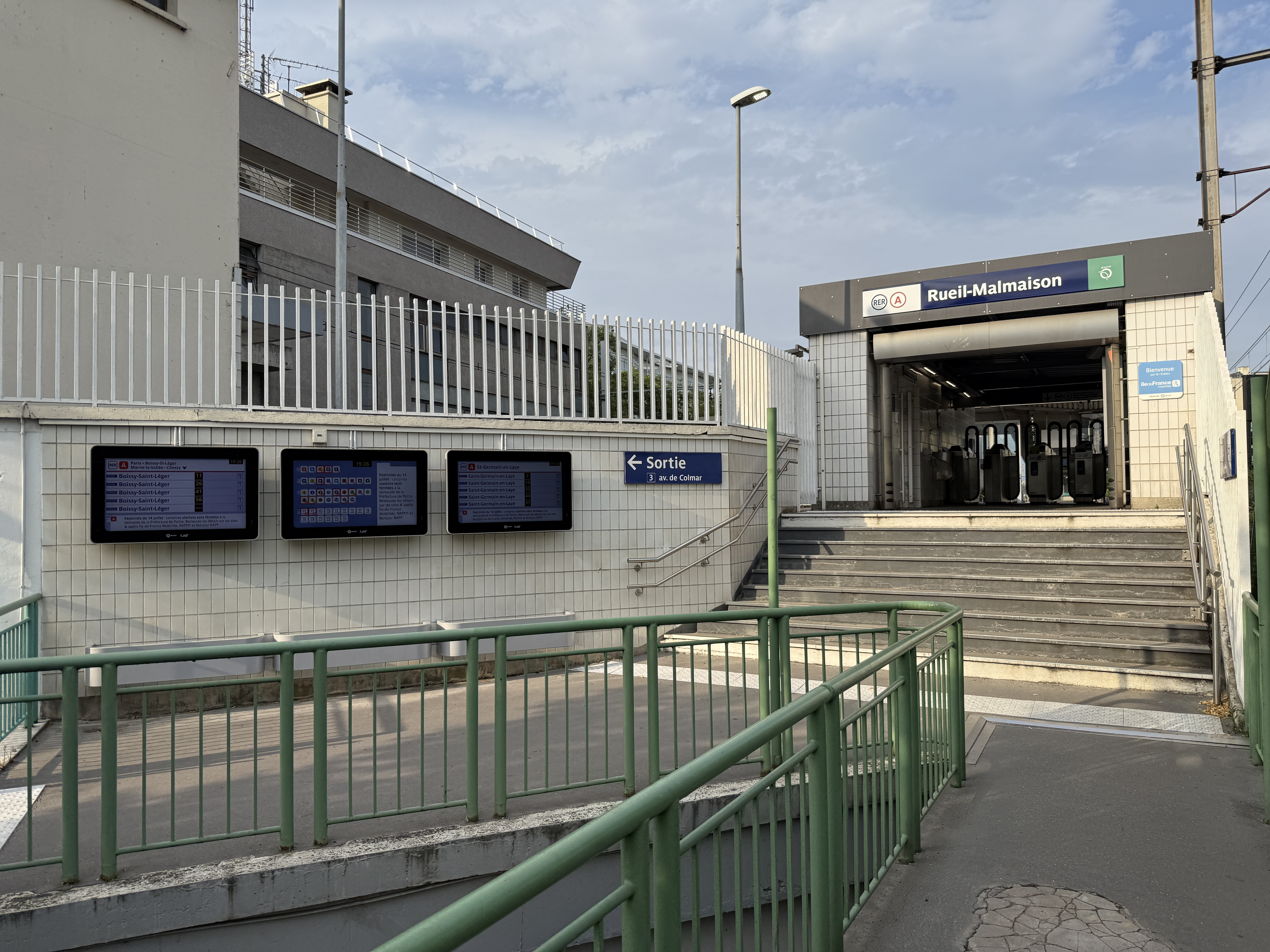
L'accès no 3 « avenue de Colmar ».
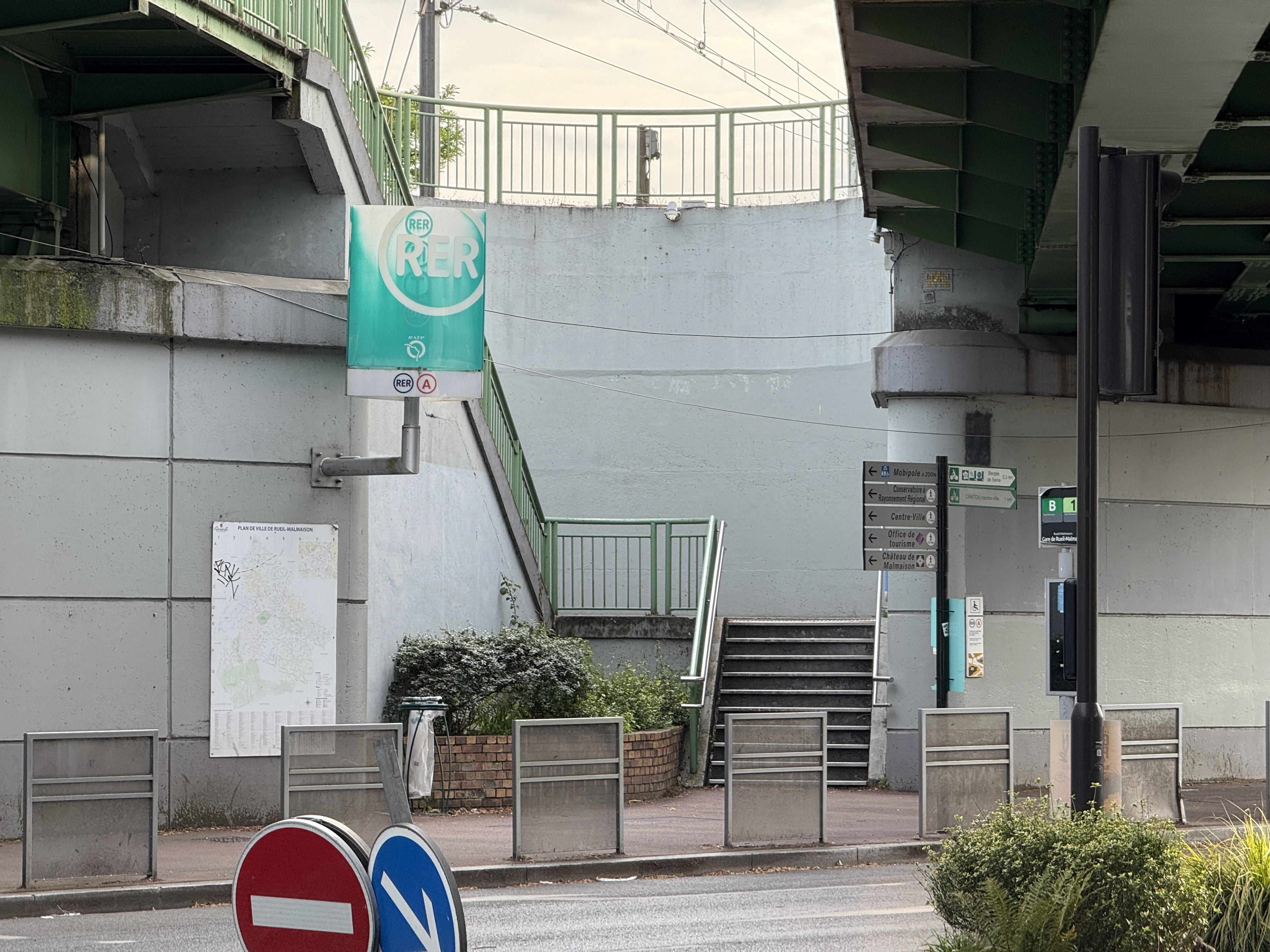
L'accès no 4 « avenue Albert 1er ».
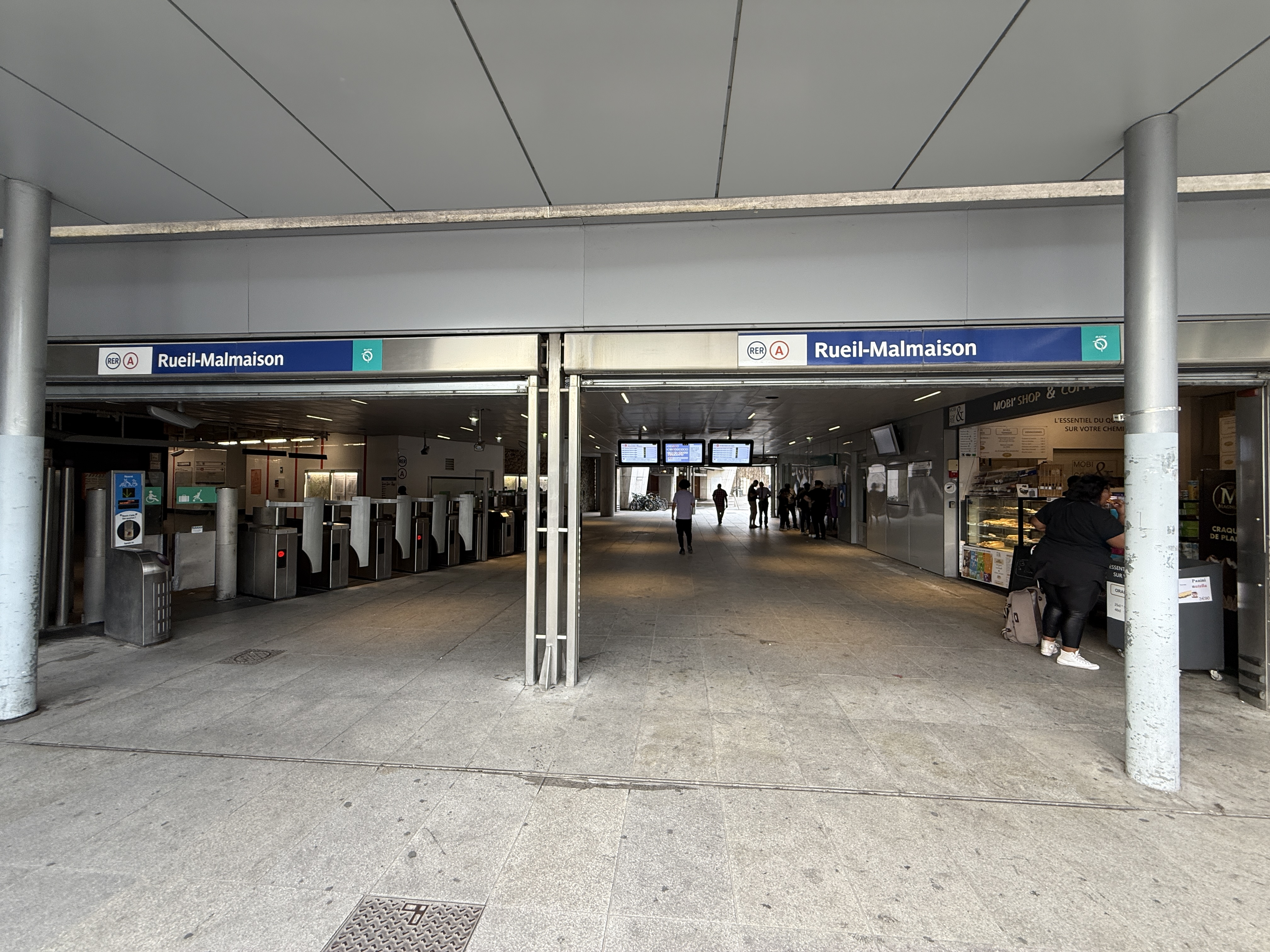
L'accès no 5 « avenue Victor Hugo ».

### Desserte
La gare est desservie par six trains par heure aux heures creuses de la journée, par 12 à 18 trains par heure aux heures de pointe du matin et du soir, et par quatre trains par heure en soirée.
Elle joue le rôle de terminus pour les trains dont le code mission commençant par Y.
La desserte de la gare se compose ainsi, :
- durant les heures creuses :
  - 6 trains par heure (soit 1 train toutes les 10 minutes) vers Saint-Germain-en-Laye et Marne-la-Vallée - Chessy du lundi au vendredi,
  - 4 trains par heure (soit 1 train toutes les 15 minutes) vers Saint-Germain-en-Laye et Marne-la-Vallée - Chessy du lundi au vendredi, en soirée,
- durant les heures de pointe :
  - 12 trains par heure (soit 1 train toutes les 5 minutes) vers Marne-la-Vallée - Chessy ou Torcy du lundi au vendredi,
  - 9-10 trains par heure (soit 1 train toutes les 6-7 minutes) vers Saint-Germain-en-Laye ou Le Vésinet - Le Pecq du lundi au vendredi,
  - 2-3 trains par heure (soit 1 train toutes les 20-30 minutes), terminus à Rueil-Malmaison,
- le week-end :
  - 6 trains par heure (soit 1 train toutes les 10 minutes) vers Saint-Germain-en-Laye et Boissy-Saint-Léger, en journée,
  - 4 trains par heure (soit 1 train toutes les X minutes) vers Saint-Germain-en-Laye et Boissy-Saint-Léger, en soirée.

### Correspondances
La gare est desservie par les lignes 144, 158, 241, 244, 367 et 467 du réseau de bus RATP, par les lignes B et 1 du réseau de bus Argenteuil - Boucles de Seine, par la ligne 6227 du réseau de bus Grand Versailles et, la nuit, par la ligne N153 du réseau de bus Noctilien.

## Galerie de photographies

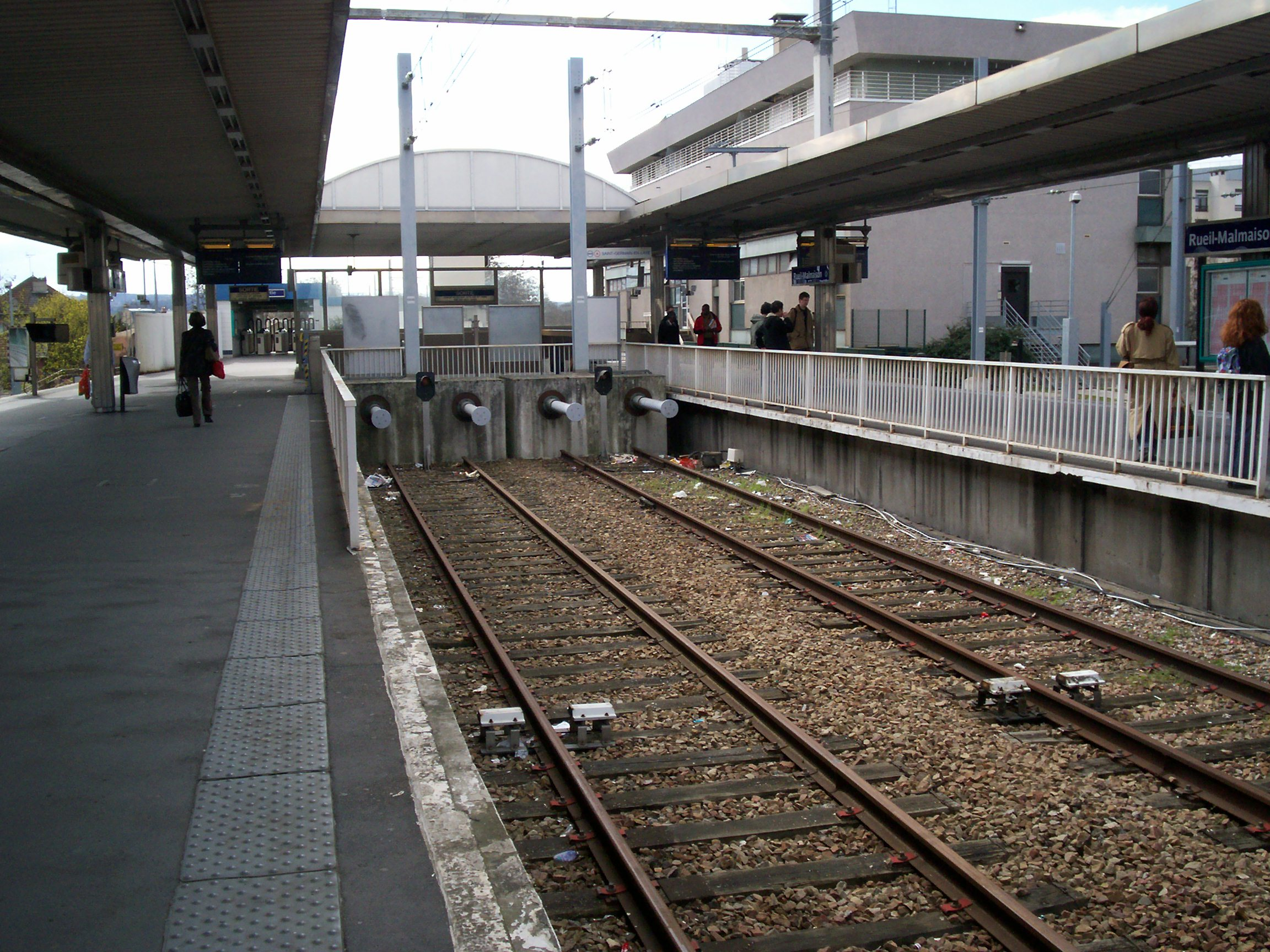
Voies centrales en impasse.
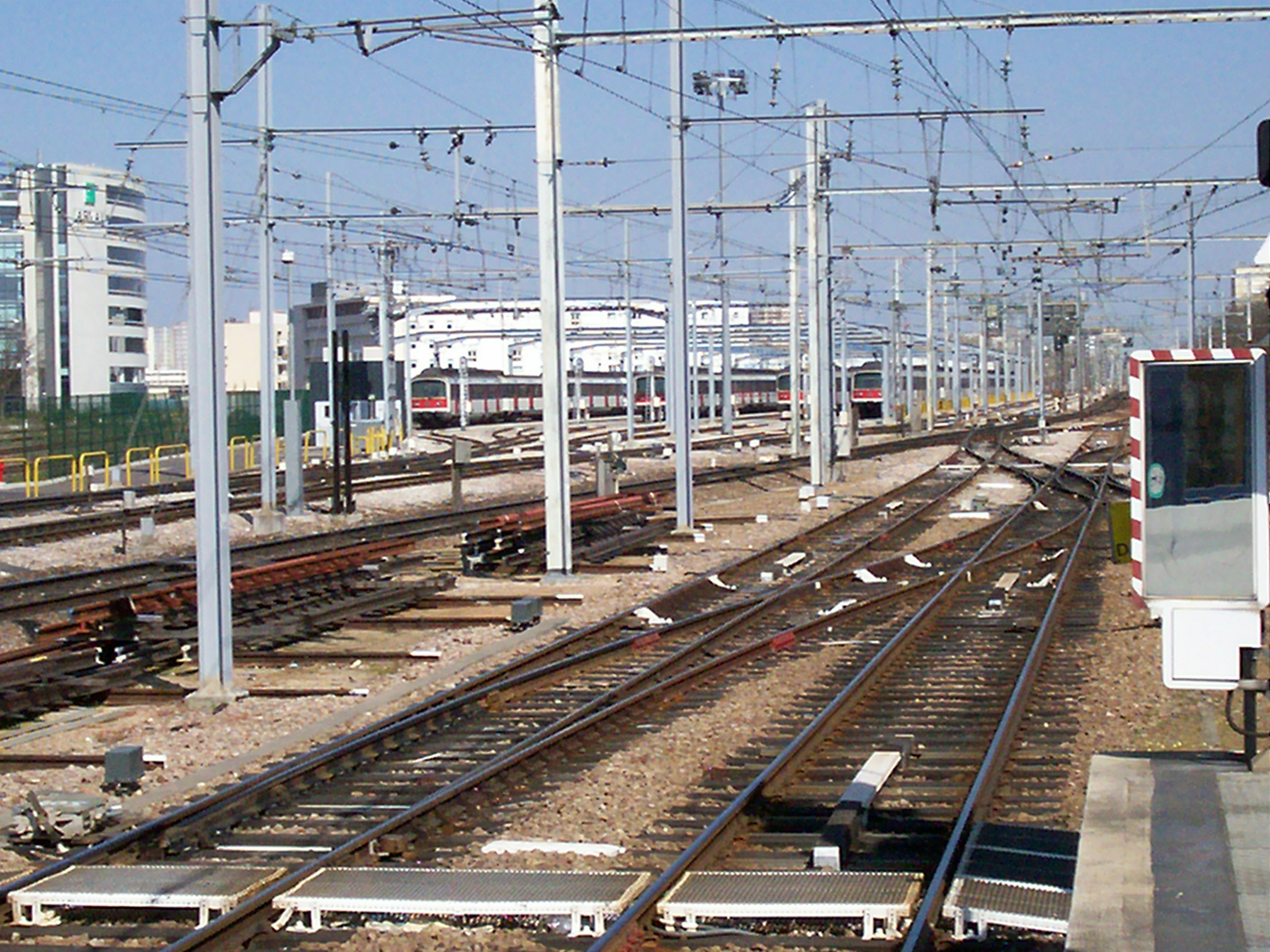
Voies de garage au nord-est de la gare.
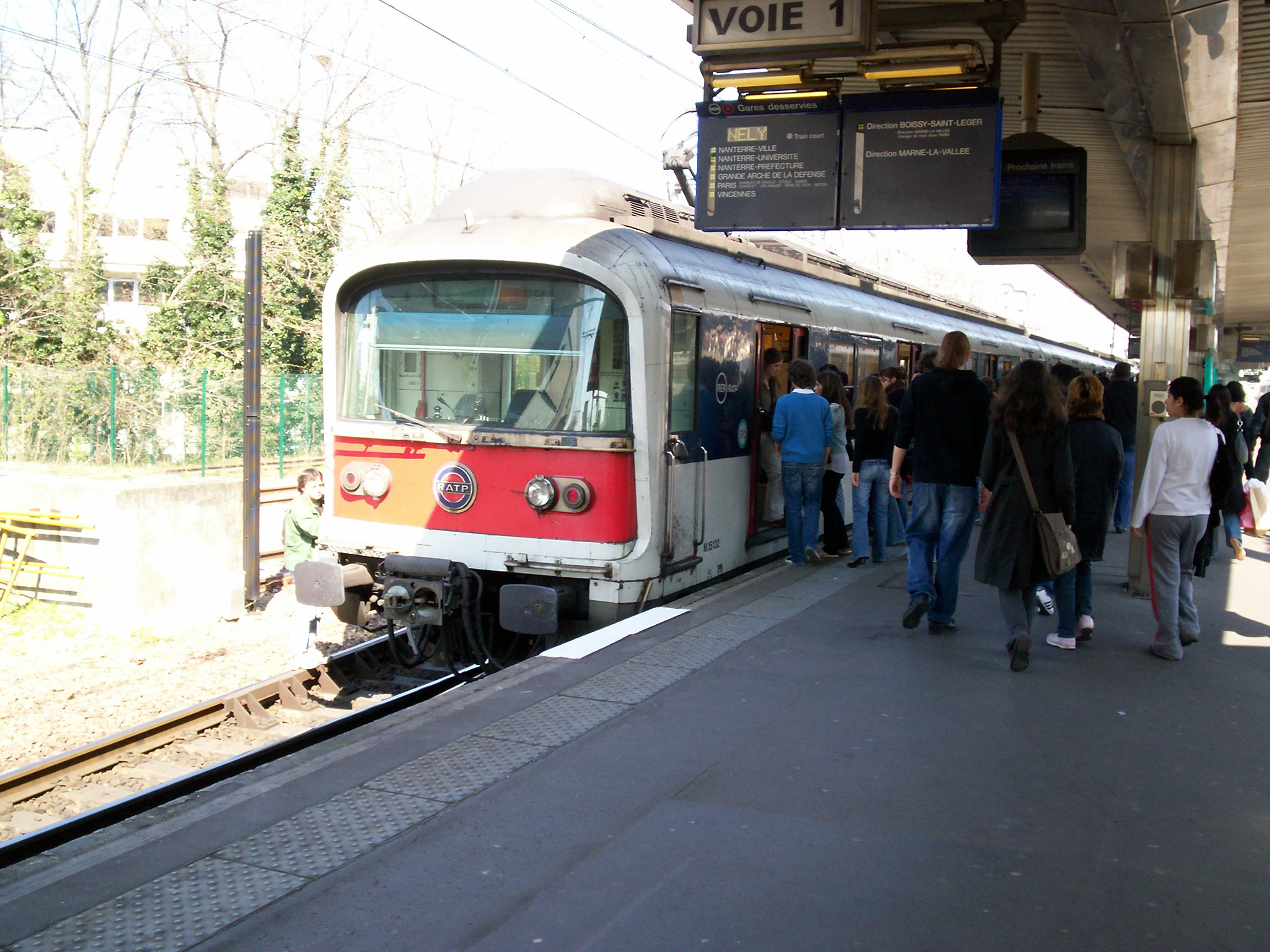
Rame MS 61, à quai, pour Boissy-Saint-Léger.